# Annie Yi
Annie Yi (en chino: 伊能静, pinyin: Yi Néngjìng; japonés: Ino Shizuka) es una cantante, escritora y actriz taiwanesa. 

## Primeros años
Nació el 4 de marzo de 1969 en Taipéi con el nombre de Wu Jingyi (吴静怡), cambió su nombre después de que su madre se volviera a casar con un ciudadano japonés y fue simplificado a Yi Nengjing tras su regreso a Taiwán en 1988 para dar a conocer su carrera como cantante. 
Habla los siguientes idiomas: mandarín, cantonés, taiwanés, japonés, y un poco de inglés.

## Carrera
En 2010, fue seleccionada como jueza del Got Talent en la serie de televisión de China.

## Filmografía
- 1995: Good Men, Good Women, Haonan haonu.
- 1996: Goodbye South, Goodbye, Nanguo zaijan, nanguo.
- 1997: Wolves Cry Under the Moon, Guo dao feng bi.
- 1998: Flowers of Shanghai
- 1999: 8½ Women
- 2000: Ren jian si yue tian
- 2001: Poor Prince (貧窮貴公子) TV series (CTS).
- 2007: Ai qing hu jiao zhuan yi, Crossed Lines.
- 2007: Call for Love

### Programa de televisión
| Año             | Programa        | Notas             |
| --------------- | --------------- | ----------------- |
| 2020 - presente | Relationship S2 | miembro del panel |